# Pinckney (Michigan)
Pour les articles homonymes, voir Pinckney.
Pinckney est un village du comté de Livingston, dans l'État du Michigan, aux États-Unis. En 2020, il comptait une population de 2 415 habitants.